# Gustav Meyrink
Gustav Meyrink, vlastním jménem Meyer (19. ledna 1868, Vídeň – 4. prosince 1932, Starnberg), byl německy píšící spisovatel silně ovlivněný atmosférou staré Prahy, především pak pražského ghetta. Zpočátku psal zejména krátké satirické prózy zesměšňující autority vilémovského Německa, později texty inspirované východními filozofiemi, mystikou a studiem okultních jevů. Kromě toho přeložil, respektive převyprávěl do němčiny mj. některá díla Charlese Dickense a Rudyarda Kiplinga. Společně s Rodou Rodou též v letech 1912–1914 napsal čtveřici divadelních her, jež však neměly výraznější odezvu. Jeho největším literárním úspěchem je tak fantaskní román Golem odehrávající se v ulicích pražského ghetta před asanací a po ní, který knižně poprvé vyšel roku 1915.

## Život
Narodil se ve Vídni jako nemanželský syn württemberského ministra Friedricha Karla Gottloba von Varnbüler (1809–1889) a bavorské dvorní herečky Marie Wilhelmine Adelheid Meyerové (1840–1908). Jeho rodiče se pravděpodobně seznámili během matčina angažmá v Královském dvorním divadle (Königliches Hoftheater) ve Stuttgartu, kde Marie Meyerová působila v letech 1865 až 1867. Aby utajila své těhotenství, resp. aféru s významným politickým činitelem před veřejností, musela Meyrinkova matka Marie ihned po ukončení divadelní sezóny 1866/1867 z města odejít. Kde přesně se zdržovala během podzimu 1867 známo není, dítě se však rozhodla přivést na svět ve Vídni, kde v tu dobu v místní opeře působila její starší sestra, oceňovaná operní pěvkyně Louise Dunstmann-Meyerová (1831–1899), která jí snad mohla poskytnout potřebné finance i podporu. Dítě se narodilo 19. ledna 1868 v hotelu „U Modrého kozla“ (Zum blauen Bock), který se nacházel na Mariahilfestrasse č.p. 81.
Od roku 1884 žil v Praze. Po absolvování gymnázia navštěvoval obchodní akademii, jejíž studium zakončil absolventskou zkouškou v roce 1888. Pak pracoval v exportním obchodě a z peněz odkázaných otcem otevřel společně s přítelem (synovcem básníka Christiana Morgensterna) bankovní dům. Takřka okamžitě se stal součástí pražské německé smetánky a zařadil se k místním dandyům – kromě toho vlastnil jeden z prvních automobilů v Praze. Věnoval se sportu (šermu a veslování), šachům, udržoval kontakty s mladou generací židovsko-německých umělců a žil nevázaným životem, k němuž patřily kromě jiného různé rvačky a návštěvy nevěstinců. Ve svém bytě na Příkopech, přeplněném soškami, zrcadly a různými bizarními předměty, pořádal spiritistické seance, při nichž užíval různé omamné látky (hašiš a opium). Posléze však Meyrink spiritismus, stejně jako užívání opiátů, zavrhl.
Roku 1891 spoluzaložil teosofickou lóži „U Modré hvězdy“ (Zum blauen Stern), které následně také předsedal. Lóže měla za cíl propojovat cíle východního a západního okultismu a jejími členy byli například okultista Karel Weinfurter, hrabě Jan Harrach, básník Julius Zeyer, spisovatel Emanuel Lešehrad a mnozí další. Tou dobou se Meyrink stal vegetariánem a věnoval se dokonce józe (asánové cviky) – nicméně už po třech měsících z Teosofické společnosti vystoupil a začal se věnovat alchymii (kromě jiného se snažil extrahovat zlato ze zvířecích výkalů).
V březnu 1893 se oženil s Hedvikou Aloisii Örtlovou v německém ev. kostele v Jirchářích a o rok později založil vlastní První křesťanskou banku se sídlem na Václavském náměstí. V roce 1896 se tajně zasnoubil s Philomenou (Manou) Berntovou (neteří básníka Rainera Marii Rilkeho), ovšem právoplatná Meyrinkova choť odmítla udělit souhlas k rozvodu.
Dne 18. ledna 1902 byl křivě nařčen z bankovních podvodů a zatčen. Obvinění bylo posléze staženo, ale vyšetřování pokračovalo. Případ dostal na starost kriminální rada Václav Olič a Meyrink strávil ve vězení téměř tři měsíce – propuštěn byl až 2. dubna. V roce 1903 pak definitivně opustil Prahu a žil postupně ve Vídni (zde působil jako šéfredaktor týdeníku Der liebe Augustin), Montreux a Mnichově. V roce 1905 se znovu oženil (Aloisie svolila k rozvodu bezdětného manželství s Meyrinkem) a s manželkou Menou měl dvě děti (v roce 1906 se narodila dcera Sibylla Felicita a v roce 1908 syn Harro Fortunat). V roce 1911 Meyrinkovi přesídlili do bavorského Starnbergu, kde si Meyrink v jejich nové vilce postavil svou vlastní pracovnu; zde také začal psát Golema.
Také v Německu Meyrink pokračoval ve svém zájmu o mystiku – věnoval se buddhismu a staroindickým imaginačním učením. Nicméně znovu trpěl nedostatkem financí a v roce 1929 musel dokonce prodat svou vilu a přestěhovat se do menšího domu. Zároveň se zhoršoval jeho zdravotní stav, trpěl nespavostí, bolestmi rukou a cukrovkou. V březnu 1932 postihla jeho rodinu tragédie, když jeho syn Harro utrpěl těžký úraz, po němž mu hrozilo ochrnutí a ještě téhož roku v červnu spáchal kvůli obavám o budoucnost sebevraždu. Sám Meyrink zemřel o několik měsíců později, v prosinci 1932. Jeho žena Mana jej přežila o mnoho let a zemřela v roce 1966.

## Literární dílo

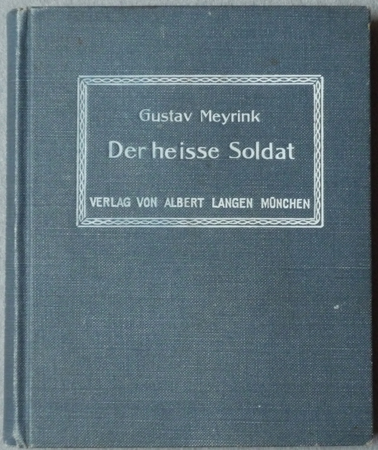
Původní německé vydání sbírky Der heiße Soldat, Albert Langen, München 1903

Gustav Meyrink se na rozdíl od řady svých současníků přiklonil ke spisovatelské profesi až v pokročilém věku a částečně z materiální nutnosti. Roku 1902 se prosperující pražský bankéř ocitl ve složité finanční situaci. Třebaže byl zproštěn veškerých pravděpodobně zcela smyšlených obvinění z podvodů a nekalých peněžních machinací, ztratil důvěru svých klientů a musel se poohlédnout po jiném druhu obživy. První úspěchy jeho satirických textů, které zhruba v té době začaly vycházet především v německém týdeníku Simplicissimus, však daly jeho dalšímu životnímu snažení patřičný směr.
Je však chybné tvrdit, jak to v minulosti činili někteří literární vědci, že Meyrink začal psát až během svého věznění na počátku roku 1902, či snad dokonce až po něm. Tomu odporují nejen dochovaná svědectví – třeba to německého spisovatele Oscara A. H. Schmitze, který se s Meyrinkem seznámil roku 1900 během ozdravného pobytu v sanatoriu Bílý jelen (Weißer Hirsch) poblíž Drážďaň , ale i samotné datum vydání autorova vůbec prvního zveřejněného textu. Povídka Der heiße Soldat (Žhavý voják) totiž vyšla už 8. října 1901 v 29. čísle týdeníku Simplicissimus a musela tak nutně vzniknout ještě před autorovým zatčením v lednu 1902. Totéž platí i pro další Meyrinkovy rané texty, kupříkladu skicu Krank publikovanou na počátku roku 1902 v druhém lednovém čísle časopisu Die Gesellschaft (Společnost) či Ohrensausen, krátký prozaický text, který byl zhruba ve stejné době otištěn v antologii Spolku německých výtvarných umělců v Čechách nazvané Die Kralle. Ein Höllen-Adagio, již k vydání připravili pražští němečtí spisovatelé Oskar Wiener a Paul Leppin.
Když byl Meyrink v roce 1902 propuštěn z vyšetřovací vazby, tak mohl začínající spisovatel vykázat už několik drobných publikací, jejichž počet se měl záhy rozrůst. Jen v časopise Simplicissimus vyšlo v průběhu roku 1902 osm autorových textů, v následujícím roce pak dalších devět. A právě tyto krátké satirické skici se staly základem Meyrinkových prvních knih. Sbírka Der heiße Soldat und andere Geschichten (Žhavý voják a další příběhy) vyšla v mnichovském nakladatelství Alberta Langena v květnu roku 1903 a roku 1904 ji následovaly Orchideen (Orchideje).

### Romány
- Der Golem (1915, česky Golem)

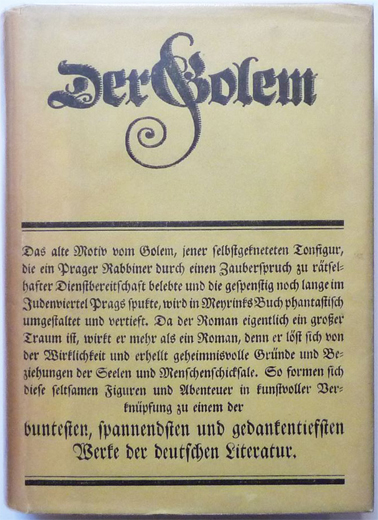
Původní německé vydání románu Golem, Kurt Wolff Verlag, Leipzig 1915/16

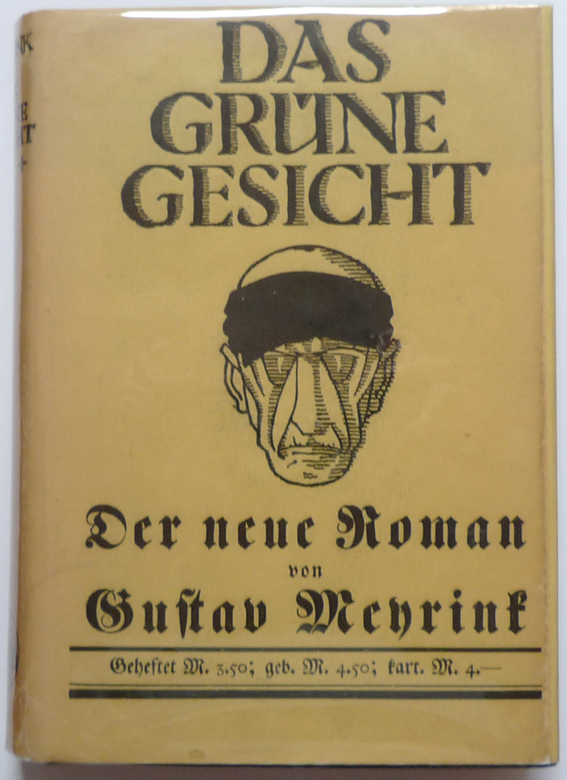
Původní německé vydání románu Zelená tvář, Kurt Wolff Verlag, Leipzig 1917

  - asi nejznámější autorův román. Odehrává se kolem roku 1890 v Praze a zachycuje tak během asanace postupně mizející židovské město. V románu se prolíná současnost a mystická minulost rudolfínské Prahy. Román byl ilustrován grafikami Hugo Steinera.
  - první ukázka z rozpracovaného románu vyšla už roku 1911 v časopise PAN. Z úvodního komentáře redakce vyplývá, že se román tehdy ještě jmenoval Der Stein der Tiefe (Kámen hlubin) a Meyrink původně zamýšlel vydat jej nejdříve pouze anglicky.[11] Tato ukázka se v revidované podobě stala základem pozdější románové kapitoly Prag (Praha).[12] Samotný název vzešel patrně z dohody mezi Meyrinkem a jeho nakladatelem, neboť tisková předloha, která se zachovala, nese ještě autorem zamýšlený název Athanasius Pernath der Gemmenscheider (Athanasius Pernath, rytec gem), zatímco nadpis Der Golem nese jen jedna z kapitol ve finální verzi nazvaná Puntsch (Punč).[13]
  - Golem poprvé vyšel tiskem na pokračování v literárním měsíčníku Die weißen Blätter, konkrétně v prvním ročníku v číslech 4 (prosinec 1913) až 11/12 (červenec/srpen 1914), knižně pak román vyšel až krátce před Vánoci 1915 v nakladatelství Kurta Wolffa (Kurt Wolf Verlag).[14]
- Das Grüne Gesicht (1916, Zelená tvář)
- Walpurgisnacht (1917, Valpuržina noc)
- Der weisse Dominikaner (1921, Bílý dominikán)
- Der Engel vom westlichen Fenster (1927, Anděl západního okna)
  - mystický román inspirovaný opět alchymií na dvoře Rudolfa II. a působením alchymisty Johna Dee

### Povídkové soubory
- Der heiße Soldat und andere Geschichten (1903, Žhavý voják a další příběhy)
- Orchideen (1904, Orchideje)
- Wachsfigurenkabinett (1907, Kabinet voskových figurín)
- Des deutschen Spießers Wunderhorn (1913, Kouzelný roh německého šosáka)
  - název je snad narážkou na sbírku lidové slovesnosti Chlapcův kouzelný roh
- Fledermäuse (1916, Netopýři)
- Der Löwe Alois und andere Geschichten (1917, Příběh lva Aloise a další příběhy)
- Der violette Tod (1922)
- Die hemtückischen Champignons und andere Geschichten (1925)
- Das Haus zur letzten Latern. Nachgelassenes und Verstreutes, sest. Eduard Frank (1973)

V češtině: Opálové oči, 1917; Šosákův rozhlas, 1928; Netopýři 1930, Černá koule 1967
Některé povídky:
- Černá koule – v kouli indických mystiků mohou lidé tvořit své představy, až voják v ní vyrobí kouli dokonalé nicoty.
- Skopcoglobin – preparát vyrobený z telat působí nárůst lásky k vlasti a z očkovaných orangutanů udělá vojáky.

### Divadelní hry (společně sRodou Rodou)
- Der Sanitätsrat (Sanitární rada, tiskem 1912)
- Bubi (Kluk, tiskem 1912)
  - komedie o třech dějstvích
  - světová premiéra : 9. října 1912, Volkstheater, Mnichov[15][16][17]
- Die Sklavin aus Rhodus (Otrokyně rhódská, 1912)
  - komedie se zakládá na antické hře Eunuchus římského dramatika Publia Terentia Afera, jednou z postav hry je i Diogenes[18]
  - světová premiéra: 21. prosince 1912, Schauspielhaus, Mnichov, režie: Georg Stollberg[19]
- Die Uhr (Hodiny, 1914)
  - hra o dvou dějstvích, její děj se odehrává v nepojmenované věži na pražských Hradčanech, pro niž se pravděpodobně stala předlohou Daliborka[20]
  - světová premiéra: 10. ledna 1914, Hoftheater [dnes: Bayerische Staatsoper], Mnichov[20]

### Pojednání
- An der Grenze des Jenseits 1923 Na hranici onoho světa

### Meyrinkovy překlady do němčiny
- Charles Dickens: Weihnachtsgeschichten (1909)
- Charles Dickens: David Copperfield (1910)
- Charles Dickens: Bleakhaus (1910)
- Charles Dickens: Die Pickwickier (1910)
- Charles Dickens: Nikolaus Nickleby (1911)
- Charles Dickens: Martin Chuzzlewit (1912)
- Charles Dickens: Oliver Twist (1914)
- Paschal Beverly Randolph: Dhoula Bel. Ein Rosenkreuzroman (1922)
- Charles Dickens: Master Humphreys Wanduhr (1924)
- Tomáš Akvinský: Abhandlung über den Stein der Weisen (1925)
- Ludwig Lewisohn: Das Erbe im Blut (1929)
- Rudyard Kipling: Die geheimnishvolle Rikscha (?)
- Rudyard Kipling: Dunkles Indien (ca 1925)

### Česká vydání (výběr)
- Výbor prací Gustava Meyrinka. Překlad Fr. Holeček. Praha: Zář, 1911.
- Golem. Překlad Bořivoj Prusík. Praha: Topič, 1917. 304 s. Dostupné online.
- Opálové oči. Překlad Karel Weinfurter. Praha: Vilímek, 1917.
- Netopýři. Sedm povídek. Praha: [s.n.], 1930.
- Anděl západního okna. Překlad Antonín Bayer. Praha: Zápotočný a spol., 1937. (Knihovna Ohnisko ; sv. 1). [Další vydání téhož překladu: 1996 (Praha : Argo)]
- Černá koule. Výběr textů a překlad František Marek. Praha : Odeon, 1967. (Světová četba ; sv. 382) [Další vydání téhož svazku: 1986 (Praha: Odeon), 1990 (Praha: Odeon)]
  - obsahuje povídky: Praha, G. M., To - ovšem, Dr. Lederer, Ta se dělá - princeska, Preparát, Bal macabre, Vznešený velbloud Čitrakarna, Žhavý voják, Fialová smrt, Vypařený mozek, Černá koule, Sugesce, Veškeré bytí je palčivé utrpení, Děs, Jak dr. Paupersum přinesl své dceři rudé růže, Čtyři měsíční bratři, Příběh lva Aloise, Dobytí Sarajeva, Skopcoglobin, Rostliny dr. Cinderelly, Izzi Pizzi
- Golem. Překlad Eva Pátková. Praha: Lidové nakladatelství, 1971. [Další vydání téhož překladu: 1993 (Praha : Argo), 1998 (Praha : Argo)]
- Netopýři : 7 povídek. Překlad Jiřina Holešovská a Miroslava Růžičková. Praha : Agentura Tip Š, 1991.
- Bílý dominikán. Překlad Antonín Bayer. Ústí nad Labem: Perseus, 1992.
- Valpuržina noc. Bílý dominikán. Překlad Eva Pátková (VN) a Petr Kaška (BD). Doslov Růžena Grebeníčková. Praha : Odeon, 1992.
- Hašiš a jasnozřivost. Překlad Jiří Mlíkovský, Antonín Bayer. Praha : Volvox Globator, 1993.
- Alchymistické povídky. Překlad Jiří Mlíkovský. Praha : Volvox Globator, 1996.
- Dům alchymistův. Překlad Vratislav Slezák. Praha : Argo, 1996.
- Mistr Leonhard. Překlad Eva Pátková. Praha : Aurora, 1996.
- Wunderhorn = Divotvorný roh. Výběr textů a překlad Michaela Sedláčková. Havlíčkův Brod : Fragment, 1996. Pozn. bilingvní vydání.
- Zelená tvář. Překlad Eva Pátková. Praha : Argo, 1997.
- Bílý dominikán. Překlad Petr Kaška. Praha: Argo, 1999.